# Окландска прогимназия
Окландската прогимназия (на английски: Auckland Grammar School) е държавно мъжко основно училище с общежитие за деца от 9 до 13-годишна възраст в Окланд, Нова Зеландия.
През 2008 г. е имала общо 2483 ученици, което я прави едно от най-големите училища в Нова Зеландия.
Училището е открито през 1850 г. от тогавашния главен управител – сър Джордж Грей, и е официално признато като учебно заведение през 1868 г.

## Известни възпитаници
- Ръсел Кроу
- Едмънд Хилъри